# Carme Chacón Piqueras
Carme Chacón Piqueras (Esplugues de Llobregat, 13 de març de 1971 – Madrid, 9 d'abril de 2017) fou una política i professora universitària catalana, ministra de Defensa d'Espanya entre 2008 i 2011.

## Biografia
Va néixer el 13 de març de 1971 a la ciutat d'Esplugues de Llobregat, població situada a la comarca del Baix Llobregat. Era filla de Baltasar Chacón, un bomber originari d'Olula del Río (Almeria), i d'Esther Piqueras, una advocada catalana. Tenia, a més, una germana petita i era neta de Francisco Piqueras, un anarquista aragonès. Durant la seva infància, va estudiar al col·legi concertat del barri de Sants (Barcelona), anomenat MDP Josep Tous, dirigit per la Congregació de Germanes Caputxines de la Mare del Diví Pastor. Va estudiar Dret a la Universitat de Barcelona, universitat en la qual es va llicenciar. Professora de Dret constitucional a la Universitat de Girona, va fer estudis de postgrau a l'Osgoode Hall Law School de Toronto, a la Universitat de Kingston i la Université Laval de Quebec (Canadà).
Entre 1996 i 1997 va ser observadora internacional per a la OSCE a Bòsnia i Hercegovina i Albània.
Va morir el 9 d'abril de 2017 a Madrid a conseqüència de la cardiopatia congènita que patia. L'11 d'abril de 2017 el Govern de la Generalitat de Catalunya li va concedir, a títol pòstum, la Creu de Sant Jordi.

## Activitat política
Militant de les joventuts socialistes des de 1989 i afiliada al Partit dels Socialistes de Catalunya (PSC) des de 1994, va iniciar la seva carrera política a la seva localitat natal, de la qual arribà a ésser primera tinent d'alcalde.
Secretaria d'Educació, universitat, cultura i investigació de la Comissió Executiva Federal del Partit Socialista Obrer Espanyol (PSOE) i membre de la Comissió Executiva Nacional del PSC, en les eleccions generals de 2004 aconseguí ésser escollida diputada al Congrés dels Diputats per la província de Barcelona, esdevenint vicepresidenta primera del Congrés espanyol des de 2004 fins al juliol de 2007. El 6 de juliol de 2007 fou nomenada Ministra d'Habitatge en substitució de María Antonia Trujillo Rincón, en la quarta remodelació del govern de José Luis Rodríguez Zapatero. Mantingué un càrrec a l'Ajuntament d'Esplugues de Llobregat mentre vivia a Madrid. El 12 d'abril de 2008 fou nomenada Ministra de Defensa d'Espanya en substitució de José Antonio Alonso, càrrec que exercí fins al 22 de desembre de 2011.
El 2015 va representar el PSC a les eleccions generals espanyoles, i va obtenir el pitjor resultat de la història del partit, amb vuit escons.
L'Ajuntament d'Esplugues de Llobregat va atorgar-li, el 26 d'abril de 2017, la distinció de filla predilecta de la ciutat a títol pòstum.